# Gatchaman II
Gatchaman II (яп. 科学忍者隊ガッチャマンII Кагаку Ниндзятай Гатяман Цу) — японский аниме-сериал, выпущенный студией Tatsunoko Productions. Транслировался по телеканалу Fuji TV с 1 октября 1978 года по 23 сентября 1979 года. Всего выпущены 52 серии аниме. Является продолжением Science Ninja Team Gatchaman, где действие происходит через 2 года после первого сериала. Сериал был лицензирован американской компанией Saban Entertainment и дублирован на французском языке.

## Сюжет
Через 2 года после разгрома Галактора и кажущейся смерти Кондора Джо, круизное судно атакует Лидер Х, убив всех на борту. Единственную выжившую девочку хватают и превращают в необычного мужеподобного злодея по имени Гель Садра. Несмотря на новый взрослый вид, Гель продолжает проявлять незрелый характер и время от времени впадать в детскую истерику, но и теперь становится новым руководителем Галактора.
Там временем к команде учёных-ниндзя в качестве замены Джо присоединяется некий Хакку Гэцу, который оказывается тайным агентом Галактора (замаскировавшимся под Гетца, которого ранее убил). Настоящий Джо появляется в четвёртой серии, чудесным образом выживший. Позже выясняется, что он был спасён учёным экс-Галактора, который заменил несколько его органов на синтетические.
Позже к команде присоединяется женщина-учёный доктор Пандора, которая потеряла семью на лайнере и мать девочки, обращённой в Гель Садра, (однако женщина пока не знала об этом).
В новом сериале главные герои получают новые и более усовершенствованные оружия. Робот Бог-феникс стал крупнее. У Дзюна волосы стали короче и прямее, а Дзюмпэю уже 13 лет.

## Роли озвучивали
- Кацудзи Мори — Кэн Васио «Орёл» (Джи-1)
- Тору Охира — Доктор Кодзабуро Намбу
- Кадзуко Сугияма — Дзюн «Лебедь» (Джи-3)
- Исао Сасаки — Дзё Асакура «Кондор» (Джи-2)
- Ёку Сиоя — Дзинпэй «Ласточка» (Джи-4)
- Синго Канэмото — Рю Наканиси «Сова» (Джи-5)
- Масару Икэда — Гелсадора
- Нобуо Танака — Сосай Икс
- Масато Ибу — Хакку Гэцу
- Ё Иноэ — Пимер
- Сюсэй Накамура — Голос за кадром